# Topographie de Vienne
La ville de Vienne, qui se situe dans la vallée du Rhône, est entourée par plusieurs collines et plateaux. Sa superficie est de 2 265 hectares ;  Vienne est dominée par quatorze collines principales : son altitude varie entre 150 mètres au sud (au niveau de la Chapelle Notre-Dame de l'Isle) et 408 mètres.

## Introduction

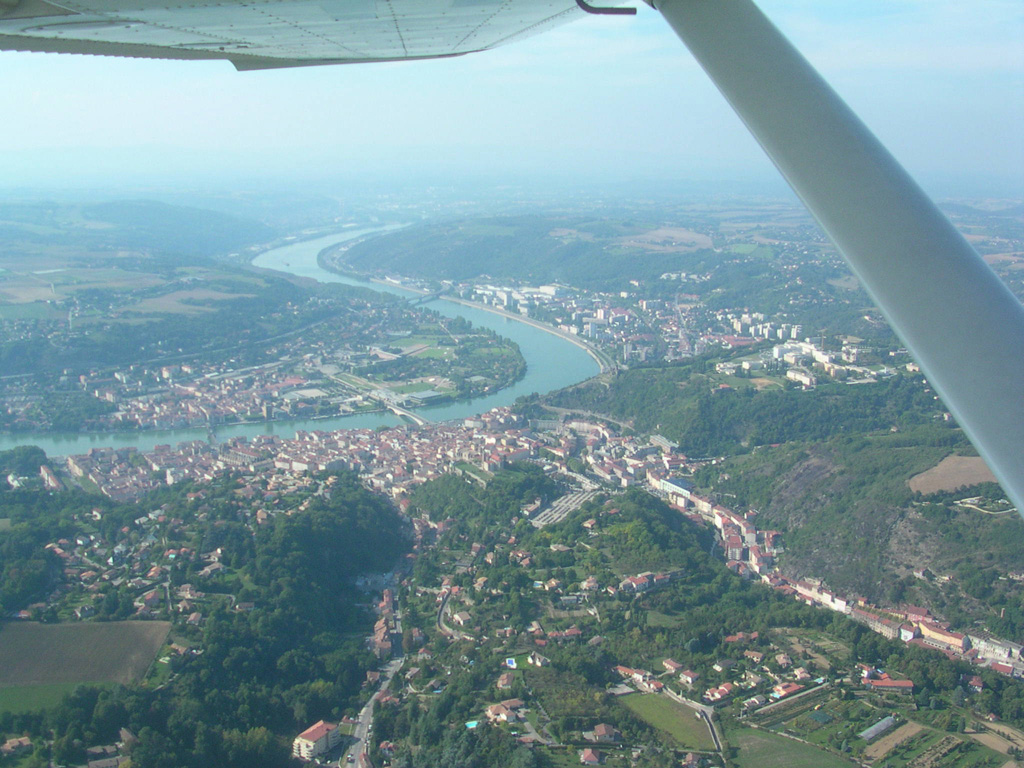
Vue générale de Vienne.

Le Rhône et ses affluents, à travers une large boucle, ont creusé d'importants sillons dans les derniers contreforts orientaux du Massif central, formés de roches cristallophylliennes, substrat des collines qui entourent la ville. Le sommet de ces coteaux est recouvert de placages morainiques et de dépôts éoliens, et les dernières glaciations ont laissé de nombreuses alluvions à leur pied, formant ainsi des terrasses hors de portée des crues du Rhône, même lorsque celui-ci occupait la totalité de son lit majeur comme au début du Ier millénaire av. J.-C..

## Les collines

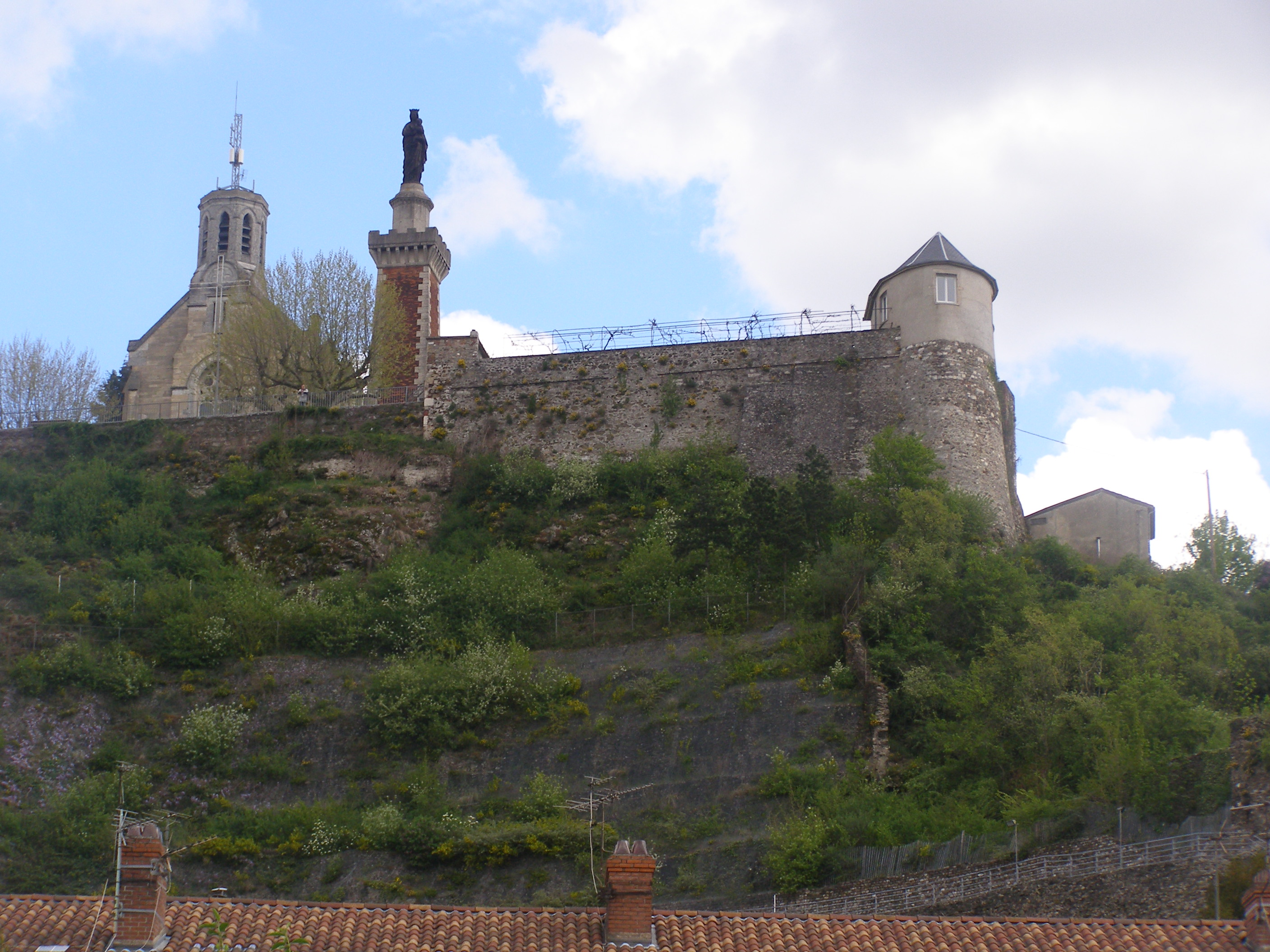
Le Mont Pipet.

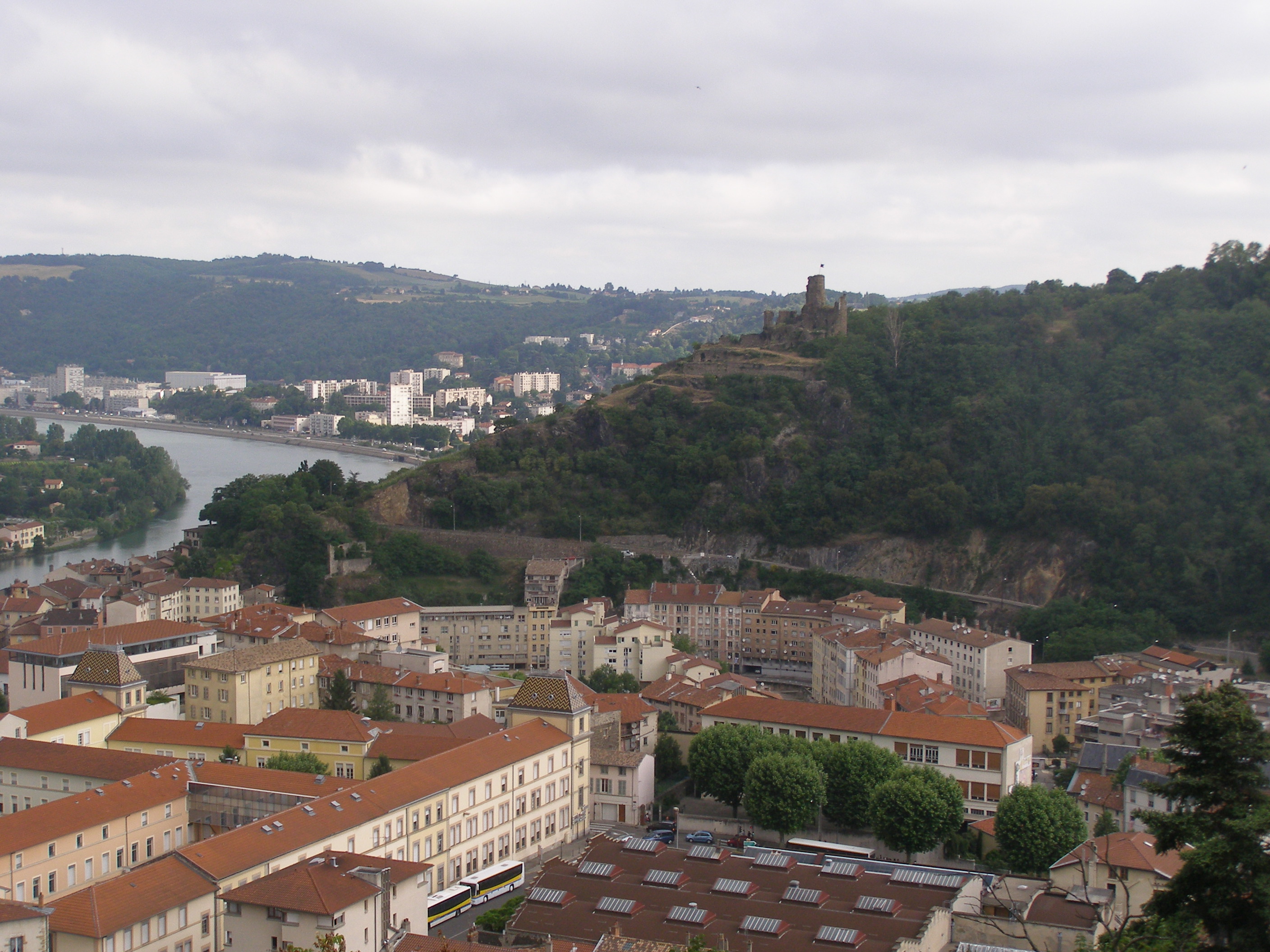
Le Mont Salomon (au second plan).

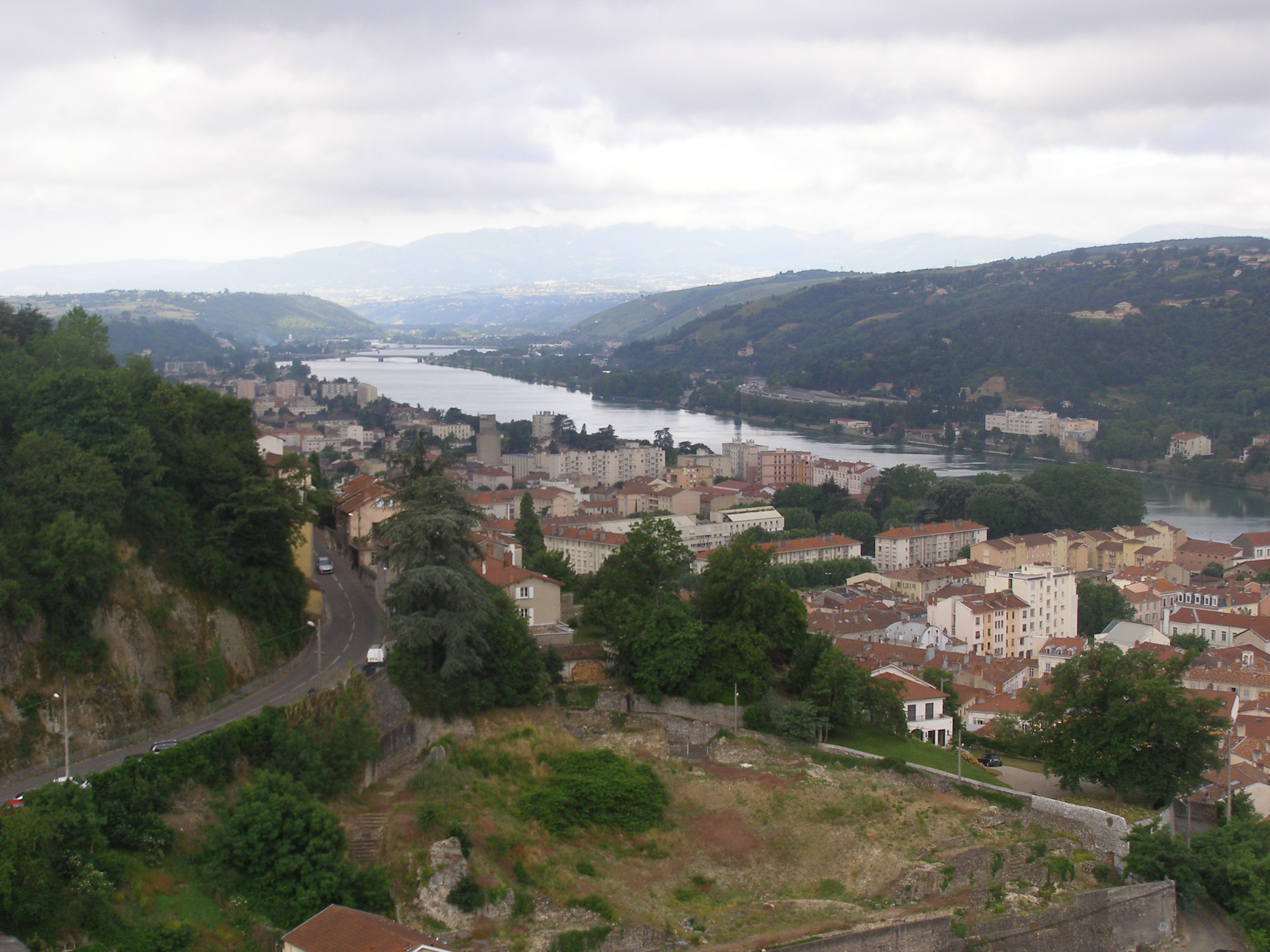
Le Mont Saint-Just (au premier plan).

En partant du nord de Vienne, dans le quartier d'Estressin, se trouve la colline de Charavel, dont l'altitude maximale est de 268 mètres. C'est au sommet de cette colline qu'en 1969 des travaux d'urbanisme entraînèrent la découverte d'une nécropole romaine (IIe siècle-IIIe siècle apr. J.-C.), qui était située à proximité de la voie reliant Vienne à Lyon. Le site comporte une vingtaine de tombes. Aujourd'hui, on y trouve essentiellement des maisons et des lotissements. Plus à l'est, toujours dans le quartier d'Estressin, se trouve la colline de Saint-Maxime, dont l'altitude maximale est de 293 mètres. Au sommet de cette colline se trouve la Chapelle Saint-Maxime, chapelle appartenant à la commune de Chuzelles. Édifiée dans la première moitié du XIe siècle par les moines de l'abbaye de Saint-André-le-Bas de Vienne, elle a conservé son aspect primitif.
Un peu plus vers l'est, se trouve la colline du Gravier Rouge, dont l'altitude maximale est de 305 mètres. La colline porte le nom du hameau qui s'est implanté dessus. Elle surplombe les collines du Mont Salomon et du Mont Arnaud. Sur ces deux collines se trouvent des morceaux de l'Enceinte romaine de Vienne (outre ceux retrouvés au cours Marc-Antoine-Brillier). La colline du Mont Arnaud s'élève jusqu'à 295 mètres tandis que celle du Mont Salomon atteint seulement 275 mètres. Sur le Mont Salomon se trouvent le cimetière du même nom, le centre hospitalier Lucien Hussel de Vienne et le château de la Bâtie datant du XIIIe siècle.
Plus au sud se trouve la colline Sainte-Blandine, dont l'altitude maximale est de 276 mètres. C'est sur cette colline que dans les années 1950, les archéologues ont découvert un dépôt d'objets datant de l'époque gauloise (près de 900 pièces métalliques et plus de 3 500 tessons de céramique ont été trouvés). La colline a la forme d'un grand plateau qui s'étend jusqu'à Jardin. Au nord-est de ce plateau se trouvent les collines de Malissol et de Charlemagne, qui s'élèvent respectivement jusqu'à 281 mètres et 270 mètres. Ces collines portent les noms des quartiers qui se sont implantés dessus depuis la fin des années 1960.
Un peu plus à l'ouest, se trouve la colline jumelle de Sainte-Blandine : Le Mont Pipet, jumelle car peu éloignée. C'est sur cette colline qu'a été installé un double oppidum, durant la période gauloise. La colline de Pipet s'élève à 245 mètres. À son sommet culminent la chapelle de Notre-Dame de Pipet, le belvédère du même nom ainsi que les ruines de fortifications datant du Moyen Âge.
Entre les collines de Pipet, de Saint-Just et le Rhône s'étend un quartier long et étroit, le Centre-Ville, qui forme depuis l'Antiquité la partie centrale de Vienne.
Primitivement, population et bâti se sont répartis dans les rares espaces de « plaines » c'est-à-dire le long du Rhône dans un axe nord-sud, depuis le quartier d'Estressin jusqu'au quartier de l'Isle et dans la vallée de la Gère, étroite gorge à l'est de la ville, reliant cette dernière à Pont-Évêque, Estrablin et aux Terres froides. Mais plus récemment des habitations se sont implantées sur les plateaux, au sommet des collines viennoises.
Enfin, dans le sud de Vienne, se situent les collines de Saint-Just et de Saint-Gervais, dont l'altitude maximale est respectivement de 290 mètres et de 386 mètres, couvertes essentiellement de lotissements. Un important plateau s'étend derrière elles, qui recouvre même l'intégralité de trois quartiers viennois (Les Tupinières, Les Charmilles et Coupe-Jarret). Sur ce vaste plateau, se sont installés deux centres équestres : Le Couzon et Les Charmilles où se déroulent des CSO (concours de saut d'obstacle). À son extrémité sud se dresse la plus haute colline de Vienne : la colline du Télégraphe qui atteint 408 mètres. Son nom rappelle qu'y était installé au début du XIXe siècle un télégraphe Chappe. Au sommet de cette colline se trouve un hameau étendu sur le territoire de trois communes (Vienne, Jardin et Les Côtes-d'Arey).